# Мидраш
Мидраш (хебр. מדרש, на јеврејском значи истраживање). Овај појам најчешће означава тумачење Торе у јеврејству. Мидраш представља напор да се истине Торе изразе језиком и начином који слушаоци разумеју, да се укаже на применљивост Торе на конкретне историјске прилике. Даршан (онај ко упражњава мидраш) учествује у овом непрестаном разкривању Торе, која на овај начин постаје својеврсно непрестано откривање Бога. Данас се под појмом мидраш углавном подразумева збирка текстова (тумачења) познатих и анонимних рабина. У тим текстовима постоји мидраш Халаха и мидраш Хагада.